# Ayguemorte-les-Graves

Ayguemorte-les-Graves este o comună în departamentul Gironde din sud-vestul Franței. În 2009 avea o populație de 932 de locuitori.

## Evoluția populației
| An        | 1975 | 1982 | 1990 | 1999 | 2006  | 2009 |
| --------- | ---- | ---- | ---- | ---- | ----- | ---- |
| Populație | 434  | 595  | 696  | 902  | 1.050 | 932  |